# Pinto (Familienname)
Pinto ist ein Familienname aus dem spanisch/portugiesischen Sprachraum.

## Namensträger

### A
- Abílio Quintão Pinto (* 1962), osttimoresischer Politiker
- Adriana Moisés Pinto (* 1978), brasilianische Basketballspielerin
- Adriano Ferreira Pinto (* 1979), brasilianischer Fußballspieler
- Albert Pintó (* 1985), spanischer Filmregisseur, Drehbuchautor und Filmproduzent
- Alessandro da Conceição Pinto (* 1977), brasilianischer Fußballspieler
- Alfonso Pinto (* 1978), italienischer Boxer
- Álvaro Pinto (1907–?), portugiesischer Fechter
- Amelia Pinto (Opernsängerin) (1876–1946), italienische Opernsängerin
- Amélia Pinto (Politikerin) (* 1973), angolanische Politikerin
- Amilar Pinto de Lima (1931–2016), brasilianischer Politiker
- Ammara Pinto (* 1997), malawische Schwimmerin
- Ana Pessoa Pinto (* 1956), osttimoresische Politikerin
- Anacleto Pinto (1948–2015), portugiesischer Marathonläufer
- André Almeida Pinto (* 1989), portugiesischer Fußballspieler
- Andreina Pinto (* 1991), venezolanische Schwimmerin
- Ângelo da Cunha Pinto (1948–2015), brasilianisch-portugiesischer Chemiker und Hochschullehrer
- Aníbal Pinto (Ökonom) (Aníbal Pinto Santa Cruz, 1919–1996), chilenischer Ökonom
- Aníbal Pinto (Fußballspieler) (* 1971), chilenischer Fußballspieler
- Aníbal Pinto Garmendia (1825–1888), Politiker und Präsident von Chile von 1876 bis 1881
- Anita Pinto (* 1980), chilenische Squashspielerin
- António Pinto (Leichtathlet) (* 1966), portugiesischer Langstreckenläufer
- Antonio Pinto (Komponist), brasilianischer Filmkomponist
- António Pinto Coelho, portugiesischer Tennisspieler
- António Marinho e Pinto (* 1950), portugiesischer Rechtsanwalt und Politiker
- António D’Oliveira Pinto da França (1935–2013), portugiesischer Diplomat und Autor
- Armando Eduardo Pinto Correia (1897–1943), portugiesischer Militär und Kolonialverwalter

### B
- Bento da França Pinto de Oliveira (1833–1889), portugiesischer Offizier und Kolonialverwalter
- Bernard Pinto (* 1928), sri-lankischer Tennisspieler
- Bernard Lancy Pinto (* 1963), indischer Geistlicher, Bischof von Aurangabad
- Bernardo da Silveira Pinto da Fonseca (1780–1830), portugiesischer Offizier und Kolonialverwalter
- Bruno Henrique Pinto (* 1990), brasilianischer Fußballspieler, siehe Bruno Henrique (Fußballspieler, 1990)

### C
- Carlos Pinto (Leichtathlet), brasilianischer Leichtathlet
- Carlos Pinto (Reiter) (* 1959), portugiesischer Dressurreiter
- Carlos Pinto (Fußballspieler) (José Carlos Alves Ferreira Pinto; * 1973), portugiesischer Fußballspieler und -trainer
- Carlos Maia Pinto (1886–1932), portugiesischer Politiker
- Carlos Mota Pinto (1936–1985), portugiesischer Politiker
- Celestino Pinto (* 1931), brasilianischer Boxer
- Celso José Pinto da Silva (1933–2018), brasilianischer Geistlicher, Erzbischof von Teresina
- Christian Miguel Pinto (* 1981), ecuadorianischer Mammaloge
- Claudia Roquette-Pinto (* 1963), brasilianische Autorin und Übersetzerin
- Constâncio Pinto, osttimoresischer Politiker
- Cosimo Pinto (* 1943), italienischer Boxer
- Custódio Pinto (1942–2004), portugiesischer Fußballspieler

### D
- Dan Pinto (* 1960), US-amerikanischer Komponist, Musiker und Songwriter
- Daniel Pinto (* 1967), portugiesischer Dressurreiter
- Danila So Delgado Pinto (* 2001), spanische Handballspielerin
- Diana Pinto (* 1949), italienisch-französische Historikerin und Schriftstellerin
- Diogo Pinto (* 1974), portugiesischer Soziologe

### E
- Edgar Roquette-Pinto (1884–1954), brasilianischer Schriftsteller, Ethnologe, Anthropologe und Arzt
- Edwin Pinto (1901–1978), indischer Geistlicher, Bischof von Ahmedabad
- Elisabeth Pinto (* 1989), osttimoresische Fußballspielerin
- Elsa Teixeira Pinto, Politikerin in Sao Tome und Principe
- Enriqueta Pinto (1817–1904), First Lady von Chile
- Ernesto Pinto-Bazurco Rittler (* 1946), peruanischer Diplomat und Anwalt
- Evarist Pinto (* 1933), indischer Geistlicher, Erzbischof von Karachi
- Éverton Leandro dos Santos Pinto (* 1986), brasilianischer Fußballspieler

### F
- Fábio Pinto (* 1980), brasilianischer Fußballspieler
- Fátima Pinto (* 1996), portugiesische Fußballspielerin
- Fausto Pinto (* 1983), mexikanischer Fußballspieler
- Fernando Pinto (* um 1940), portugiesischer Badmintonspieler
- Fernando Pinto do Amaral (* 1960), portugiesischer Schriftsteller, Philologe und Hochschullehrer
- Fernão Mendes Pinto (1509–1583), portugiesischer Entdecker und Abenteurer
- Filipe Pinto (* 1988), portugiesischer Sänger
- Francisco Pinto Balsemão (* 1937), portugiesischer Politiker und Journalist
- Francisco Pinto da Cunha Leal (1888–1970), portugiesischer Politiker
- Francisco Antonio Pinto (1785–1858), chilenischer Politiker
- Franz Ignatz von Pinto (1725–1788), deutscher Generalmajor
- Freida Pinto (* 1984), indische Schauspielerin

### G
- Gabriel Santana Pinto (* 1990), brasilianischer Fußballspieler
- Gastão Liberal Pinto (1884–1945), brasilianischer Geistlicher, Bischof von São Carlos do Pinhal
- George Frederick Pinto (1785–1806), britischer Komponist
- Germánico Pinto, ecuadorianischer Politiker
- Gil Pinto (* 1965), brasilianischer Turner
- Gilberto Pinto (1929–2011), venezolanischer Dramaturg
- Giorgia Pinto (* 1992), italienische Tennisspielerin
- Giuseppe Pinto (* 1952), italienischer Geistlicher, Titularerzbischof von Pandosia

### H
- Héctor Pinto (* 1951), chilenischer Fußballspieler und -trainer
- Heitor Pinto OSH (1528–1584), portugiesischer Philosoph, katholischer Theologe und geistlicher Schriftsteller
- Hernaldo Pinto Farias (* 1964), brasilianischer Geistlicher, Bischof von Bonfim
- Horácio Pinto da Hora (1853–1890), brasilianischer Maler, siehe Horácio Hora

### I
- Ignatius Paul Pinto (1925–2023), indischer Geistlicher, Erzbischof von Bangalore
- Ilídio Pinto Leandro (1950–2020), portugiesischer Geistlicher, Bischof von Viseu
- Isaac Pinto (1720–1791), amerikanischer Schriftsteller und Publizist
- Isaac de Pinto (1717–1787), portugiesisch-niederländischer Philosoph und Geschäftsmann
- Ivo Pinto (* 1990), portugiesischer Fußballspieler

### J
- Jaime Pinto-Bravo (* 1939), chilenischer Tennisspieler
- Jair Rosa Pinto (1921–2005), brasilianischer Fußballspieler
- Jefferson Charles de Souza Pinto (* 1982), brasilianischer Fußballspieler
- Jeserik Pinto (* 1990), venezolanische Schwimmerin
- Jesse Pinto (* 1990), australischer Fußballspieler
- João Pinto (* 1971), portugiesischer Fußballspieler
- João Pinto Coelho (* 1967), portugiesischer Schriftsteller und Holocaustforscher
- João Domingos Pinto (* 1961), portugiesischer Fußballspieler
- João Nugent Ramos Pinto (* 1949), portugiesischer Diplomat
- João Nuno Pinto (* 1969), portugiesischer Filmregisseur
- João Teixeira Pinto (der Teufelshauptmann; 1876–1917), portugiesischer Kolonialoffizier
- Joaquim Pinto (* 1957), portugiesischer Filmregisseur
- Joaquin Pinto (* 1961), kolumbianischer Fechter
- Jonathan Pinto (* 1996), uruguayischer Fußballspieler
- Jorge Luis Pinto (* 1952), kolumbianischer Fußballtrainer
- Jorge Nuno Pinto da Costa (1937–2025), portugiesischer Fußballfunktionär
- José Pinto (* 1956), portugiesischer Geher
- José Pinto (Schauspieler) (* 1929), portugiesischer Schauspieler
- José Pinto (Rugbyspieler) (* 1981), portugiesischer Rugby-Union-Spieler
- José Pinto (Fußballspieler, 1997) (* 1997), honduranischer Fußballspieler
- José Carlos Pinto (Fußballspieler) (* 1993), guatemaltekischer Fußballspieler
- José Carlos Pinto (Leichtathlet) (* 1997), portugiesischer Mittelstreckenläufer
- José Eduardo Pinto Guardia (* 1988), costa-ricanischer Tennisspieler
- José de Magalhães Pinto (1909–1996), brasilianischer Politiker
- José Manuel Pinto (* 1975), spanischer Fußballspieler
- José María Orellana Pinto (1872–1926), guatemaltekischer Politiker, Präsident 1921 bis 1926
- José Roberto de Almeida Pinto (* 1953), brasilianischer Diplomat
- Juan Alfredo Pinto (* 1953), kolumbianischer Wirtschaftswissenschaftler, Schriftsteller, Diplomat und Hochschullehrer
- Júlio Pinto (Journalist) (1949–2000), portugiesischer Humorist, Journalist und Aktivist
- Júlio Tomás Pinto (* 1974), osttimoresischer Politiker

### K
- Kelson Pinto (* 1976), brasilianischer Boxer

### L
- Lavy Pinto (1929–2020), indischer Sprinter
- Leo Pinto (1914–2010), indischer Hockeyspieler
- Liberato Ribeiro Pinto (1880–1949), portugiesischer Militär und Politiker
- Louis Ignacio-Pinto (1903–1984), beninischer Jurist, Politiker und Diplomat
- Luís Carlos Correia Pinto (* 1985), portugiesischer Fußballspieler
- Luís Maria Teixeira Pinto (1927–2012), portugiesischer Ökonom, Politiker und Hochschullehrer

### M
- Magalhães Pinto (1909–1996), brasilianischer Politiker
- Manuel Pinto (Rugbyspieler) (* 1999), portugiesischer Rugby-Union-Spieler
- Manuel Pinto da Costa (* 1937), são-toméischer Politiker, Präsident 1975 bis 1991 und ab 2011
- Manuel Pinto de Fonseca (1681–1773), portugiesischer Adliger, Großmeister des Malteserordens
- Manuel Ortiz de Zárate Pinto (1887–1946), chilenischer Maler, siehe Manuel Ortiz de Zárate
- Manuel Vieira Pinto (1923–2020), portugiesischer Geistlicher, Erzbischof von Nampula
- Marcelo Pinto Carvalheira (1928–2017), brasilianischer Ordensgeistlicher, Erzbischof von Paraíba
- Mario Di Pinto (1925–2005), italienischer Romanist, Hispanist und Dichter
- Martina Pinto (* 1989), italienische Schauspielerin
- Mica Pinto (* 1993), luxemburgischer Fußballspieler
- Michael Pinto-Duschinsky (* 1943), britischer Politikwissenschaftler und Hochschullehrer
- Miguel Pinto (* 1983), chilenischer Fußballspieler
- Miguel Soares Pinto (1954–2013), osttimoresischer Freiheitskämpfer
- Moacir Claudino Pinto (* 1936), brasilianischer Fußballspieler

### N
- Nelson Pinto (* 1981), chilenischer Fußballspieler
- Nuno Miguel Sousa Pinto (* 1986), portugiesischer Fußballspieler

### O
- Olivério Mário de Oliveira Pinto (1896–1981), brasilianischer Ornithologe
- Oppe Pinto (* 1963), paraguayischer Boxer
- Óscar Pinto (* 1962), portugiesischer Fechter

### P
- Paulo Antônio Pereira Pinto (* 1948), brasilianischer Diplomat
- Pedro Pinto (Politiker, 1931) (1931–2022), ecuadorianischer Politiker
- Pedro Pinto (Fußballspieler, 1951) (* 1951), chilenischer Fußballspieler
- Pedro Pinto (Journalist) (* 1975), portugiesisch-US-amerikanischer Journalist, Moderator und Kommunikationsexperte
- Pedro Pinto (Politiker, 1977) (* 1977), portugiesischer Politiker
- Pedro Pinto (Fußballspieler, 1994) (* 1994), portugiesischer Fußballspieler
- Pedro Pinto (Fußballspieler, 2000) (* 2000), portugiesischer Fußballspieler
- Pio Vito Pinto (* 1941), italienischer Priester

### R
- Rafael Marques Pinto (* 1983), brasilianischer Fußballspieler
- Rafael Pinto Pedrosa (* 2007), deutscher Fußballspieler
- Raffaele Pinto (1945–2020), italienischer Rallyefahrer
- Reinaldo José Ottolina Pinto (1928–1978), venezolanischer Fernsehentertainer und -produzent, siehe Renny Ottolina
- Renata Ávila Pinto (* 1981), guatemaltekische Rechtsanwältin
- René Pinto (* 1965), chilenischer Fußballspieler
- Ricardo Pinto (Schriftsteller) (* 1961), portugiesisch-schottischer Schriftsteller
- Ricardo Pinto (Fußballspieler, 1965) (* 1965), brasilianischer Fußballspieler und -trainer
- Ricardo Pinto (Fußballspieler, 1993) (* 1993), portugiesischer Fußballspieler
- Ricardo Couto Pinto (* 1996), luxemburgischer Fußballspieler
- Ricardo Pedro Chaves Pinto Filho (1938–2018), brasilianischer Geistlicher, Erzbischof von Pouso Alegre
- Rita Bentes de Oliveira Pinto (* 2000), portugiesische Tennisspielerin
- Rodrigo Pinto (* 1973), chilenischer Fußballspieler
- Rodrigo Pinto Pizarro Pimentel de Almeida Carvalhais (1788–1841), portugiesischer Politiker
- Roberto Pinto (* 1978), portugiesischer Fußballspieler
- Rômulo Cabral Pereira Pinto (* 1991), brasilianischer Fußballspieler
- Rúben Pinto (* 1992), portugiesischer Fußballspieler
- Rui Pinto (John; * 1988), portugiesischer Whistleblower
- Rui Pinto (Leichtathlet) (* 1992), portugiesischer Langstreckenläufer

### S
- Sara Pinto Coelho (1913–1990), são-toméische Schriftstellerin
- Sebastián Pinto (* 1986), chilenischer Fußballspieler
- Sérgio da Silva Pinto (* 1980), portugiesisch-deutscher Fußballspieler
- Shane Pinto (* 2000), US-amerikanischer Eishockeyspieler
- Shirley Pinto (* 1989), israelische Politikerin und Behindertenaktivistin
- Steven Pinto-Borges (* 1986), französischer Fußballspieler

### T
- Tatiana Pinto (* 1994), portugiesische Fußballspielerin
- Tatjana Pinto (* 1992), deutsche Leichtathletin
- Tiago Pinto (* 1988), portugiesischer Fußballspieler

### W
- Waldomiro Pinto (* 1934), brasilianischer Boxer
- Walter Jorge Pinto (* 1963), brasilianischer Geistlicher, Bischof von União da Vitória

### Y
- Yanel Pinto (* 1989), venezolanische Schwimmerin
- Yván Gil Pinto (* 1972), venezolanischer Diplomat und Politiker, siehe Yván Gil
- Yann Motta Pinto (* 1999), brasilianischer Fußballspieler
- Yazalde Gomes Pinto (* 1988), portugiesischer Fußballspieler

### Z
- Zahra Pinto (* 1993), malawische Schwimmerin